# غساسنة
الغساسنة قبائل عربية، أصلها من الأزد من كهلان، من عرب الجنوب من قحطان، رحلت في الأزمنة المتأخرة، خلال القرن الثاني الميلادي إثر سيل العرم،الذي سبب تخريبات وتصدعات في سد مأرب باليمن، أدت إلى سقوطه وانهياره، وقد وثق الانهيار في أوائل زمن الملك ذمار علي يهبر (النقش: RES 4775). ونزلت قبائل الأزد، في مكان عين ماء بالمشلل يقال له غسان فنسبوا إليه،وفي ذلك قال الخليل بن أحمد: «غَسَّانٌ: ماء بالمشلل، من شرب منه من الأزد قيل: غَسَّانِيّ »،قال حسان بن ثابت: «إمّا سألْتَ، فإنّا مَعشرٌ نُجُبٌ، الأزْدُ نِسْبتُنا، والماءُ غَسّانُ».وفي جغرافية بطليموس تقع مجموعة CASSANITAE (غساسنة)، جنوب نهر BADEO (على الأرجح وادي فاطمة أو وادي الليث)، حيث Macoraba (مكة) تقع في أعلى الوادي شرقه، بينما الغساسنة هم أسفله قرب مصبه. وتدعم هذا الخريطة قصة خروج الأزد، ونزولهم موضع يقال له غسان، تسموا به.
ارتحل الغساسنة من المشلل إلى يثرب، بعد أن أقاموا فيها حيناً، ووصلوا إلى جنوب الشام بين 200-300 بعد الميلاد، وحوالي 400 بعد الميلاد، أصبحوا المهيمنين في صحراء الأردن وجنوب شرق الشام.وأقدم نقش ذكر فيه الغساسنة يرجع إلى عهد الملك إل شرح يحضب الثاني ابن فرع ينهب (255م - 260م) والذي أشير فيه أن الملك السبئي أرسل وفداً لملوك قبائل: غسان، الأزد، نزار، ومذحج (النقش: ZI 75).وفي القرن الثالث الميلادي تذكر حملة استكشافية سبئية إلى الشام أرض (نزار) و(تنوخ) و(لحيان) و(تدمر) و(الأنباط) و(الرومان) و(بنو لخم|لخم) و(غسان) و(معد) النقش (Jabal Riyām 2006-17). ثم يتكرر ذكر غسان في القرن الثالث الميلادي، وعثر على نقش بين العلا والمدينة المنورة بالخط النبطي المتأخر (العربي المبكر) ذكر فيه (الحارث بن زيد مناة) ملك غسان (النقش: Dhuyayb 2005 no 65).كما عثر على نقش في جنوب فلسطين، جاء فيه: «أنا عدي ابن ثعلبة ملك غسان»، ويعتقد أنه للملك ثعلبة بن عمرو بن جفنة (النقش: (U. Avner).كما ذكرت (أرض غسان) بالقرب من (أرض نزار) في نقش عبدان المؤرخ سنة 470 حـ بالتقويم الحميري الموافق 360م من عهد ثأران يهنعم (النقش: ʿAbadān 1).وعثر المستشرق «ويليام وادينجتون» على ثلاثة نقوش وجدها في دير اللبن في السويداء تعود لأفراد من قبيلة الغساسنة (Khasetenoi/Χασετηνῶν) مؤرخة سنة 330م، ويبدأ أحد النقوش بالولاء لقسطنطين العظيم (النقش: Wadd.2393).وذكر «ويليام وادينجتون» أن الأزد تركوا اليمن وانتجعوا سوريا وكان رئيسهم جفنة والأوس سنة 205م، ثم عاد بعضهم إلى الحجاز نحو سنة 300م.
وفي سنة 658 حـ بالتقويم الحميري الموافق سنة 548م بعث الملك الحارث بن جبلة وابنه (أبو كرب بن جبلة) هدايا إلى مأرب بمناسبة إعادة بناء سد مأرب النقش (Sadd Maʾrib 5 - السطر 91 و92).وجاء في (نقش أسيس):«إبراهيم بن المغيرة الأوسي أرسلني الملك الحارث إلى سليمان مُسَلَّحَهُ(أي حاملاً إليه السلاح) سنة 528 م»، وفي النقش ذكر اسم قائد اسمه إبراهيم بن مغيرة إلى الأوس، وهو من أهل يثرب، ويدل هذا النص على أنه يوجد تعاون بين أهل يثرب والملك الغساني الحارث ضد اليهود. كما أؤرخ في نقش آخر حملة إلى خيبر بقيادة رجال آخر سنة 568م، ولقد اشار ابن قتيبة إلى غزوة خيبر وأرخها زمن الحارث بن جبلة والذي سماه الحارث بن أبي شمر، وقال:«وكان خير ملوك غسان، وأمنهم طائرا، وأبعدهم مغارة. وكان غزا خیبر، فسبي من أهلها، ثم أعتقهم بعد ما قدم الشام».
وبعد استقرار الغساسنة في بلاد الشام، أقامت هذه القبيلة دولة حاجزة بين سوريا والساسانيين بالتحالف مع الإمبراطورية الرومانية، فكان من ذلك أن اعترف الرومان لهم بنوع من السيادة، ومنحوهم ألقاباً سياسية رفيعة، ويذكر المسشرق أوجست فشر أن الغساسنة شاركوا الرومان في قتال الساسانيين سنة 363 ميلادي. وكان جبلة بن الحارث أشهر ملوكهم، وقد تمكن من أن يمد نفوذه إلى فلسطين، فتقدم إليه البيزنطيون للإفادة منه.
أمتدت سلطة الغساسنة على القبائل العربية جنوب سوريا وفلسطين والأردن، ولهم مستوطنات في تدمر والرصافة والكرك في الأردن إلى البحر، وفي ذلك المسعودي:«كانت ديار ملوك غسان في اليرموك والجولان وغيرهما بين غوطة دمشق وأعمالها، ومنهم من نزل الأردن»، وبذلك يكون ملوك غسان قد حكموا حوران والبلقاء والغوطة. وكانت الجابية في الجولان قاعدة سلطتهم وفيها معسكرهم الرئيس، كما اتخذوا جلق بالقرب من دمشق مركزاً لهم مدة من الزمن. على أن نفوذ الغساسنة لم يمتد إلى المدن المحصنة كدمشق أو بصرى. واعتنق الغساسنة المسيحية وتحولوا لاحقا إلى المذهب البعقوبي، أي القائل بالطبيعة الواحدة للمسيح. ولما كان الفتح العربي الإسلامي في بلاد الشام، حاربت بقايا الغساسنة المسلمين إلى جانب البيزنطيين عدة مرات، وقد انتصر خالد بن الوليد على الروم، ومعهم الغساسنة، في موقعة مرج الصفر سنة 13 هـ م بين دمشق والجولان، كما أن جبلة بن الأيهم اشتبك مع خالد بن الوليد في معركة اليرموك الشهيرة بين العرب والبيزنطيون. واعتنق جمع من الغساسنة الإسلام؛ وظلَّ بعض آخر على الديانة المسيحية وانضموا إلى المجتمعات الملكانيَّة والسريانيَّة ضمن ما هو الآن الأردن وفلسطين وإسرائيل وسوريا ولبنان.

## نسب الغساسنة

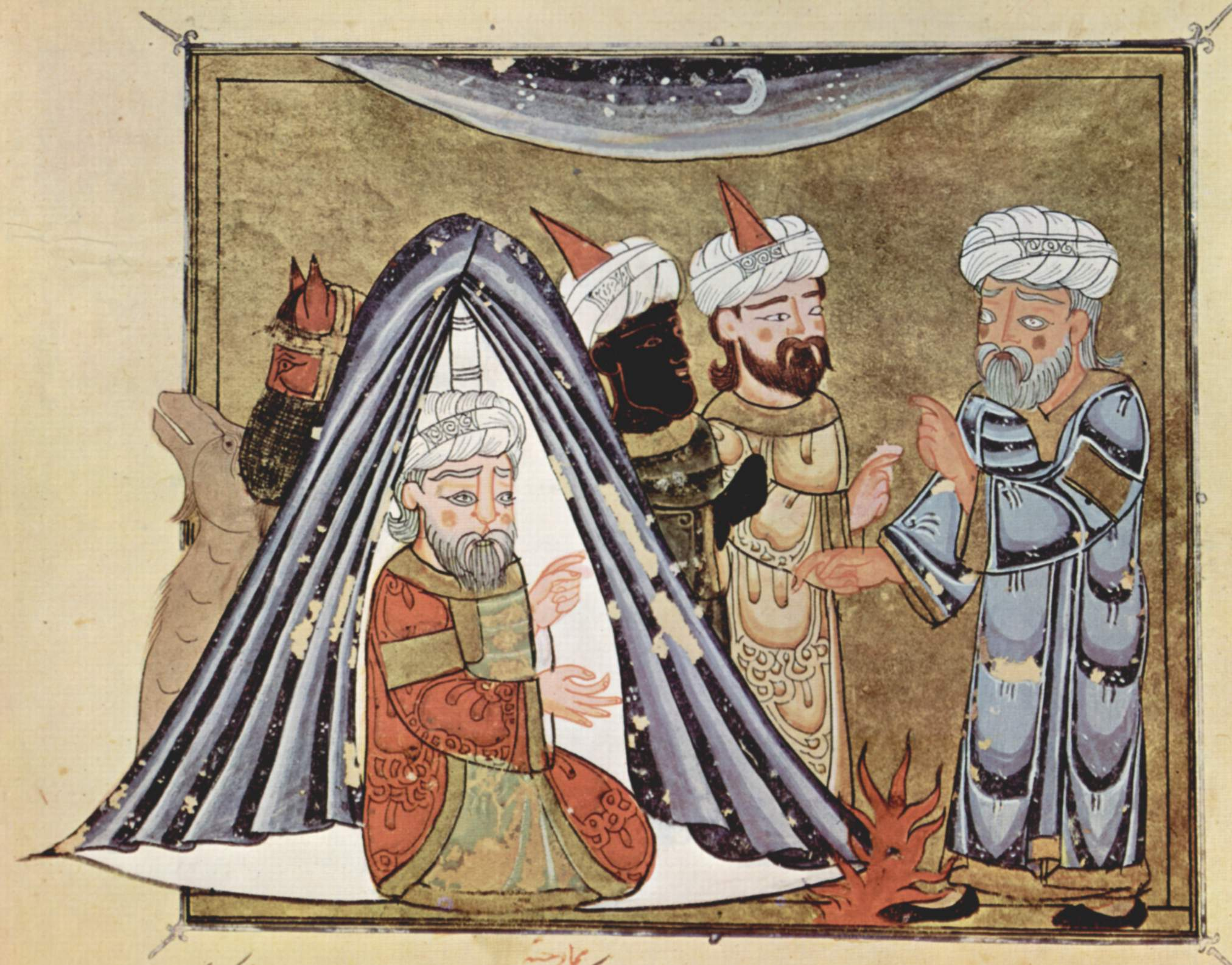
الحارث ملك الغساسنة؛ العرب في الفلكلور والقصص العربية.

الغساسنة بإجماع النسابين من الأزد، من كهلان، نزحوا بعد حادثة سيل العرم من جنوبي الجزيرة العربية إلى بلاد الشام، وغسّان في زعم الإخباريين مأخوذ من اسم ماء يقال له «غسان» نزل عليه الأزد بعد خروجهم من اليمن فنسبوا إليه، ولم يشرب منه إلا من تجاوز المشلل،وفي ذلك قال الخليل بن أحمد: «غَسَّانٌ: ماء بالمشلل، من شرب منه من الأزد قيل: غَسَّانِيّ »، والغساسنة هم عدة بطون الأزد، وملوكهم من بني مازن من الأزد، وقال حسان بن ثابت:
أقرب القبائل نسبا لبني جفنة هم قبائل الأوس والخزرج وبارق وخزاعة، وجميعهم يجتمعون في جدهم مزيقياء.

## النشأة
هاجر الغساسنة من اليمن في القرن الثاني للميلاد، ونزحوا على أثر فيضان يسمى سيل العرم، تحت قيادة زعيمهم عمرو مزيقياء، من جنوبي الجزيرة العربية نحو بلاد الشام. ويذكر ابن قتيبة أن عمرو مزيقياء لما خرج من اليمن في ولده وقرابته ومن تبعه من الأزد، أتوا بلاد عك، وملك العكيون «سملقة بن حباب» وهم من قدماء العرب، وسألوهم أن يأذنوا لهم في المقام، فأذنوا لهم. فمات عمرو بن عامر بأرض عك، واستخلف ثعلبة بن عمرو، وأن رجلًا من الأزد يقال له جذع بن سنان احتال في قتل «سملقة العكي»، فوقعت حرب بينهم، فتفرق الأزد. وسموا بني مزيقيا لتمزقهم في البلاد، وفي ذلك قال محمد الكلبي: « سمي مزيقيا، حين مزقهم الله عز وجل، وهو قوله تعالى: ومزقناهم كل ممزق»،، فنزل بنو نصر بن الأَزْد بلاد السراة، ونزل عدي بن حارثة بن مزيقيا - أرض بارق بغور السراة، فسمي بنوه بارقا، ونزلت طائفة من قبائل الأزد ماءً يُعرف بغسَّان بالمشلل، فنسبوا إليه، وهم: خزاعة، والأوس والخزرج، وآل جفنة وآل عمرو بن مازن بن الأزد،ومعهم أسر أخرى من الأزد.
أقام الغساسنة في ماء غسان بنواحي مكة مدة، ثم تقدموا شمالاً نحو مكة فأقاموا فيها فترة من الزمن، وانخزع عنهم جماعة سميت خزاعة نزلت حول مكة، ثم تقدموا نحو بلاد الشام، فاستقر بنو قيلة في يثرب، وأكمل آل جفنة ومعهم أسر من الأزد تقدمهم حتى نزلوا بلاد الشام الجنوبية، ونزلوا أرض من أعمال الشام كان يملكها عرب، يعرفون باسم الضجاعمة، فأزاحوهم، وحلوا محلهم، وقد ذكر ابن الكلبي ومحمد بن حبيب أن رئيس غسان الذي نزح من تهامة مكة إلى الشام وقضى على «الضجاعمة»، هو «ثعلبة بن عمرو بن مُجالد بن معاوية بن عمرو بن عديّ بن عمرو بن مازن بن الأزد». أما حمزة الأصفهاني فزعم أن أول ملك من الغساسنة هو جفنة بن عمرو، وتولى الحكم بعد جفنة على رواية حمزة ابنه عمرو بن جفنة الذي اعتنق النصرانية وبنى عدة أديرة. ويرى الشرقي بن القطامي أن جفنة وابنه عمرو بن جفنة توفوا قبل قيام إمارة أبناءهم، وهم إنما كانوا زعماء قبيلة، وهو الأرجح.
وبعد استقرارهم في بلاد الشام، أقام الغساسنة دولة حاجزة بين سوريا والساسانيين بالتحالف مع الإمبراطورية الرومانية، فكان من ذلك أن اعترف الرومان لهم بنوع من السيادة، ومنحوهم ألقاباً سياسية رفيعة، ويذكر المسشرق أوجست فشر أن الغساسنة شاركوا الرومان في قتال الساسانيين سنة 363 ميلادي. وكان جبلة بن الحارث أشهر ملوكهم، وقد تمكن من أن يمد نفوذه إلى فلسطين، فتقدم إليه البيزنطيون للإفادة منه. وإليه يشير المؤرخ البيزنطي تيوفان المعرف بلقب فيلارك، وهو والد الحارث بن جبلة (الملقب أبا كرب) الذي يعدّ الملك ذا الشأن في تاريخ المنطقة، وصاحب الصلات مع البيزنطيين من جهة والمناذرة والفرس من جهة ثانية، ويقدر نولدكه أن فترة حكمه كانت بين سنتي 529 - 569م، ويذكر المؤرخ البيزنطي بروكوبيوس أن المنذر ملك العرب الذين كانوا في مملكة الفرس، لمّا أكثر من الغارات على حدود إمبراطورية الروم، وعجزت قوات الروم ومشايخ القبائل المحالفين للروم عن صده والوقوف أمامه، رأى القيصر جستنيان أن يمنح الحارث بن جبلة الذي يحكم عرب العربية لقب ملك ليقف بوجه المنذر ملك الحيرة، وهذه أول إشارة إلى السلسلة الطويلة من المنازعات التي قامت بين المناذرة والغساسنة، والتي كان المناذرة فيها يمثلون مصالح الإمبراطورية الفارسية الساسانية، والغساسنة يمثلون المصالح البيزنطية في المنطقة.

## الحالة السياسية
وجد الرومان في الغساسنة حلفاء أقوياء يمكن الاعتماد عليهم في الصراع ضد الفرس الساسانيين الذين دأبوا على تهديد الولايات الرومانية الشرقية، لذلك زادوا من صلاحيات الغساسنة ليتمكنوا من تكوين دولة حدودية لكن ضمن نطاق الدولة الرومانية، وكانوا حلفاء الروم فاشتركوا معهم في حروبهم مع الفرس وحلفائهم المناذرة. امتد حكم الغساسنة من عام 220 إلى 638 ميلادي، أي أربعمائة وثماني عشرة سنة. وأول ملوكهم هو جفنة بن عمرو الذي حكم ما بين 220-265م، ولذا يطلق بعضهم على ملوك الغساسنة: آل جفنة. امتد سلطانهم على قسم كبير من بلاد الشام مثل تدمر والرصافة في وسط سوريا والبلقاء والكرك في الأردن وإلى البحر، وكانت عاصمتهم بالجابية في الجولان.
أولى البيزنطيون الولايات الشرقية اهتماما خاصة نظرا للتهديد الساساني واللخمي، لذا فقد كانت المملكة الغسانية بمثابة الحارس الرئيس لطرق التجارة، كما انضم الكثير منهم للجيش البيزنطي. قام الملك الغساني الحارث بن جبلة (حكم من 529-569) بمساعدة بيزنطة في حربها ضد الفرس وقد منحه الإمبراطور جستنيان لقب بتريسيوس سنة 529 مكافأة له على إخلاصه.
العلاقة بين الغساسنة وبيزنطة كانت في أحسن حال وكانت علاقة تكاملية ولكل من الدولتين دوره في تاريخ المنطقة وقد ساند البيزنطيين الغساسنة، وكان لمملكتهم سلطانها وأهميتها، عندما غادر الملك الغساني جبلة الشام ومعه 30000 ألف غساني من سوريا حيث شدوا الرحال إلى الإمبراطورية البيزنطية، واحتلوا مكانة عالية في الدولة حتى تبوأ نقفور منصب الإمبراطور (حكم 802-811) ثم حكم ابنه بعده ونقفور كان أول إمبراطور بيزنطي يرفض دفع الجزية السنوية لدولة الخلافة الإسلامية في عهد الخليفة الكبير هارون الرشيد. تنتسب العديد من القبائل والعوائل العربية المسيحية المعاصرة في سورية والأردن ولبنان وفلسطين إلى الغساسنة، وأكبر تجمع لمن تبقى على ديانة ومعتقد الغساسنة هو في مدينة خبب وبعض بلدات محافظة درعا في سوريا وفي مدينتي الكرك ومادبا في الأردن وكذلك مدينة زحلة في لبنان بعد أن انتقلوا من موطنهم في الأردن، جنوب سوريا. عدد من الغساسنة ونسلهم اليوم من المسلمون.

## الحالة الثقافية
اعتنقوا المسيحية الأرثوذكسية المشرقية المعروفة في سوريا آنذاك باليعقوبية وهي مخالفة لمذهب الروم الأرثوذكس (الملكاني).
كان الغساسنة كما المناذرة من رعاة الأدب والشعر فقد التحق بالغساسنة لمدحهم جهابذة الشعر الجاهلي مثل لبيد بن ربيعة والنابغة الذبياني وحسان بن ثابت. تتمثل آثارهم في صهاريج الرصافة وقصر الرصافة ودار الضيافة خارج سور الرصافة وكاتدرائية الرصافة والبناء الذي داخل قلعة عمان وقلعة القسطل وقصر برقع، ومن المباني الدينية: كنيسة مادبا، والدير ذو البرج الموجود في قصر الحير الغربي، وكنيسة الرفيد، وكنيسة بريقة، وكنيسة كفر ناسج، وكنيسة كفر شمس وكنيسة القديس سركيس في النتل.

## ظهور الإسلام
ظلت المملكة الغسانية موالية للبيزنطيين حتى الربع الأول من القرن السابع الميلادي عندما أسقط المسلمون مملكتهم عقب معركة اليرموك سنة 636م. دخل الغساسنة في تحالف مع العرب المسلمون ودخلوا في جيوش الفتح فكان لهم فيها سهم كبير، فشاركوا في فتح شمال أفريقيا والأندلس وانتشروا فيها واسهموا في اعمارها. اعتمد عليهم الخلفاء الأمويين في إدارة الدولة لخبرتهم في إدارة الدواوين ودور المال. اعتنق عدد قليل من الغساسنة الإسلام بعد الفتح الإسلامي؛ وظلَّ معظم الغساسنة على الديانة المسيحية وانضموا إلى المجتمعات الملكانيَّة والسريانيَّة ضمن ما هو الآن الأردن وفلسطين وإسرائيل وسوريا ولبنان.

## ملوك الغساسنة في جنوب الشام
ذكروا ملوك غسان في المصادر البيزنطية قبل الإسلام٬ والمصادر العربية بعد الإسلام 
| الترتيب | الحـــاكــم       | فترة الحكم |  | الترتيب | الحـــاكــم               | فترة الحكم |  | الترتيب | الحـــاكــم               | فترة الحكم |  | الترتيب | الحـــاكــم              | فترة الحكم |
| ------- | ----------------- | ---------- |  | ------- | ------------------------- | ---------- |  | ------- | ------------------------- | ---------- |  | ------- | ------------------------ | ---------- |
| 1       | جفنة بن عمرو      | 220-265    |  | 2       | عمرو بن جفنة              | 265-270    |  | 3       | ثعلبة بن عمرو             | 270-287    |  | 4       | الحارث بن ثعلبة          | 287-307    |
| 5       | جبلة بن الحارث    | 307-317    |  | 6       | الحارث بن جبلة            | 317-327    |  | 7       | المنذر بن الحارث          | 327-330    |  | 8       | الأيهم بن الحارث         | 327-330    |
| 9       | المنذر الأصغر     | 327-340    |  | 10      | النعمان بن الحارث         | 327-342    |  | 11      | عمرو بن الحارث            | 330-356    |  | 12      | جبلة بن الحارث           | 327-361    |
| 13      | جفنة بن المنذر    | 361-391    |  | 14      | النعمان بن المنذر         | 361-462    |  | 15      | النعمان بن عمرو بن المنذر | 391-418    |  | 16      | جبلة بن النعمان          | 418-434    |
| 17      | النعمان بن الأيهم | 434-455    |  | 18      | الحارث بن الأيهم, و...    | 434-456    |  | 19      | النعمان بن الحارث         | 434-453    |  | 20      | المنذر بن النعمان, مع... | 453-472    |
| 21      | عمرو بن النعمان   | 453-486    |  | 22      | حجر بن النعمان            | 453-486    |  | 23      | الحارث بن حجر             | 486-512    |  | 24      | جبلة بن الحارث           | 512-529    |
| 25      | الحارث بن جبلة    | 529-569    |  | 26      | المنذر بن الحارث          | 569-581    |  | 27      | أبو كرب النعمان بن الحارث | 618-633    |  | 28      | النعمان بن المنذر        | 582-583    |
| 29      | الحارث بن الحارث  | 583        |  | 30      | النعمان بن الحارث أبو كرب | 583-?      |  | 31      | الأيهم بن جبلة            | ?-614      |  | 32      | المنذر بن جبلة           | 614-?      |
| 33      | شراحيل بن جبلة    | ?-618      |  | 34      | عمرو بن جبلة              | 618-628    |  | 35      | جبلة بن الحارث            | 628-632    |  | 36      | جبلة بن الايهم           | 632-638    |

## ملوك الغساسنة في الحجاز
تشير الدراسات المستندة على النقوش النبطية والسبئية إلى إن الغساسنة كانت لديهم مملكة يرأسها ملك قبل الإسلام في الأراضي الحجازية، ويرجح بعض الباحثون إلى أن العاصمة كانت يثرب (المدينة المنورة) 
| الملك             | فترة الحكم            | اللقب    | المصدر التأريخي  |
| ----------------- | --------------------- | -------- | ---------------- |
| حارثة بن زيد مناة | القرن الثالث الميلادي | ملك غسان | نقش بالخط النبطي |